# Most Krk

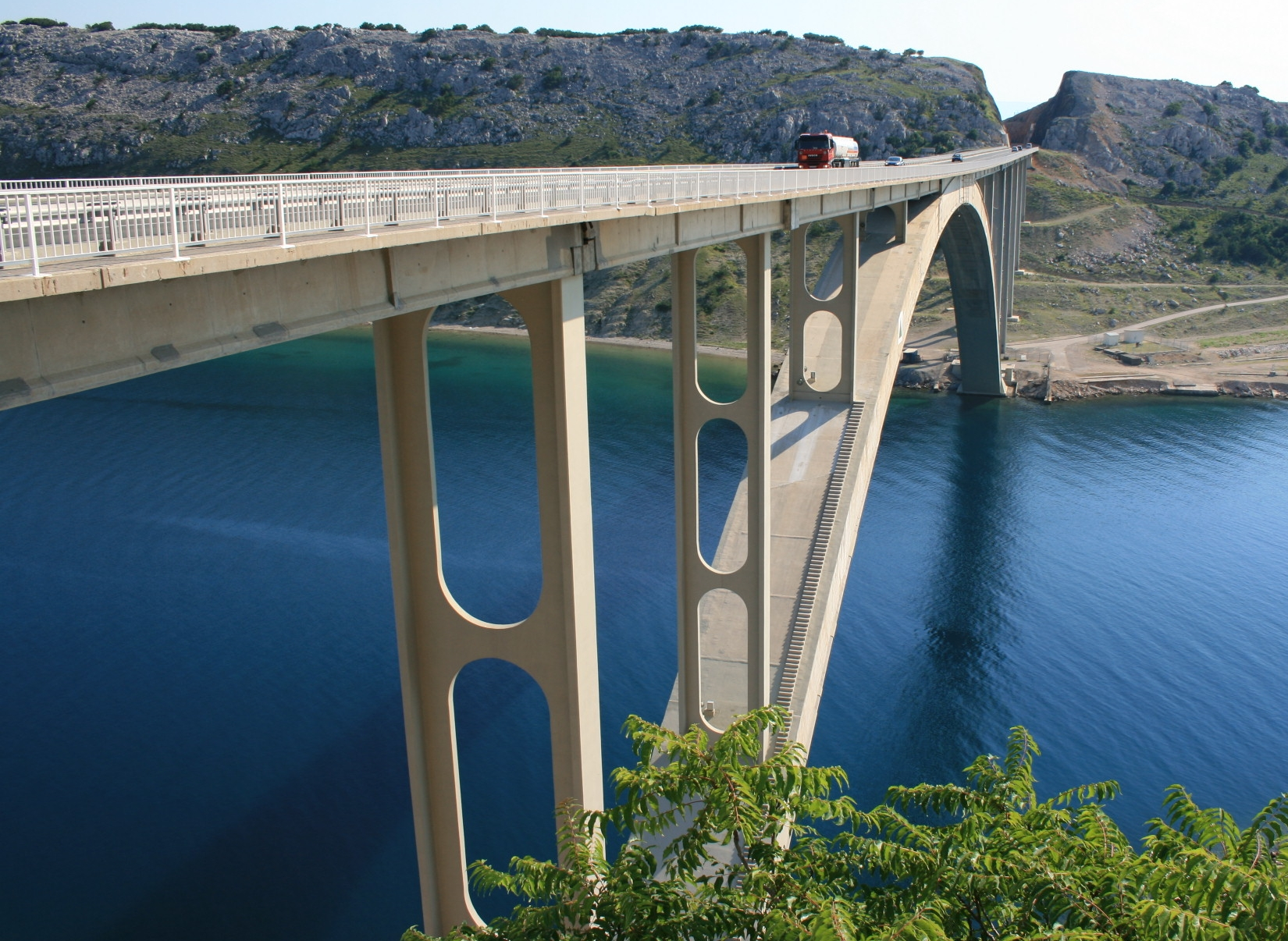
Most Krk

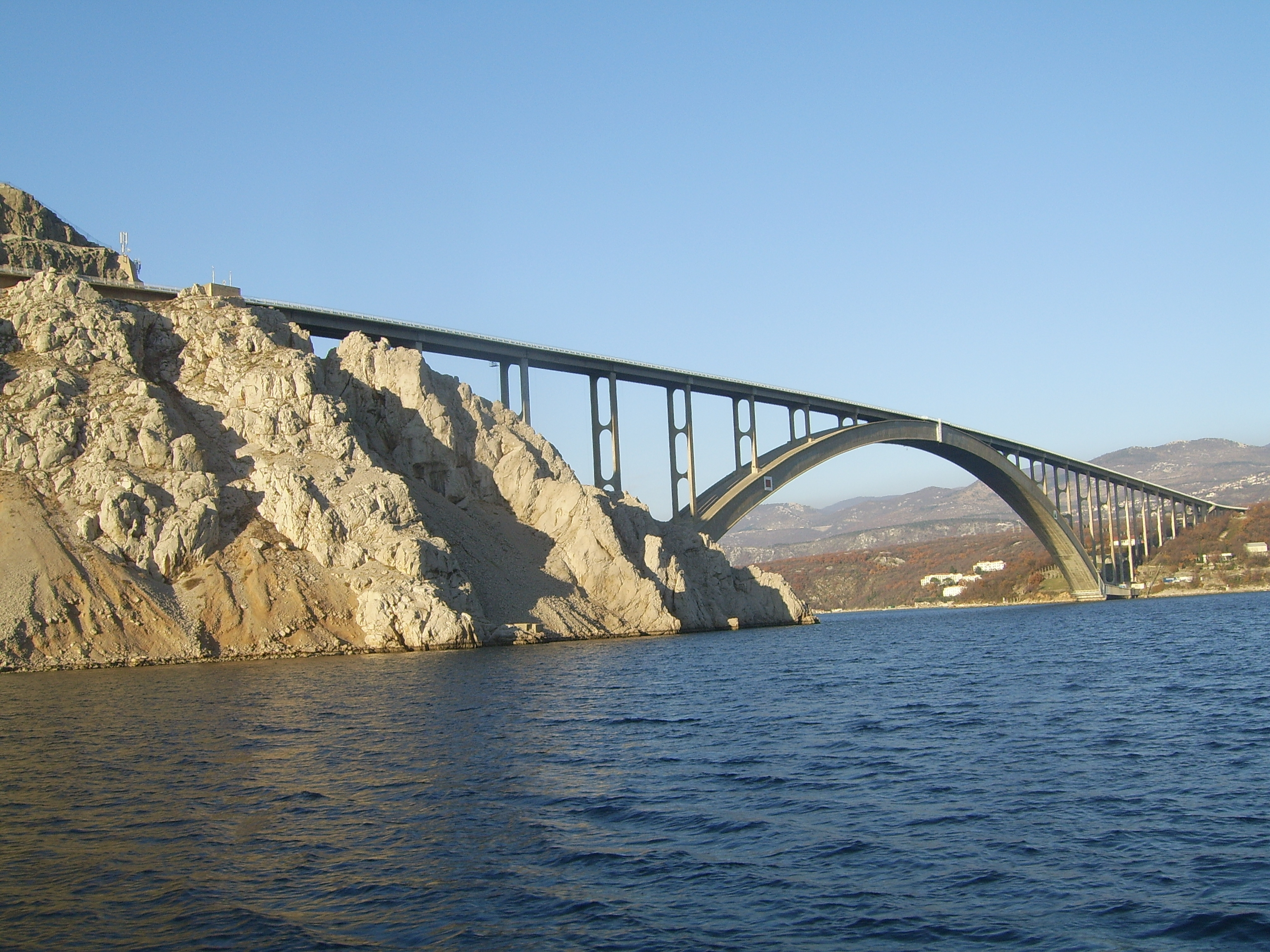
Velký oblouk

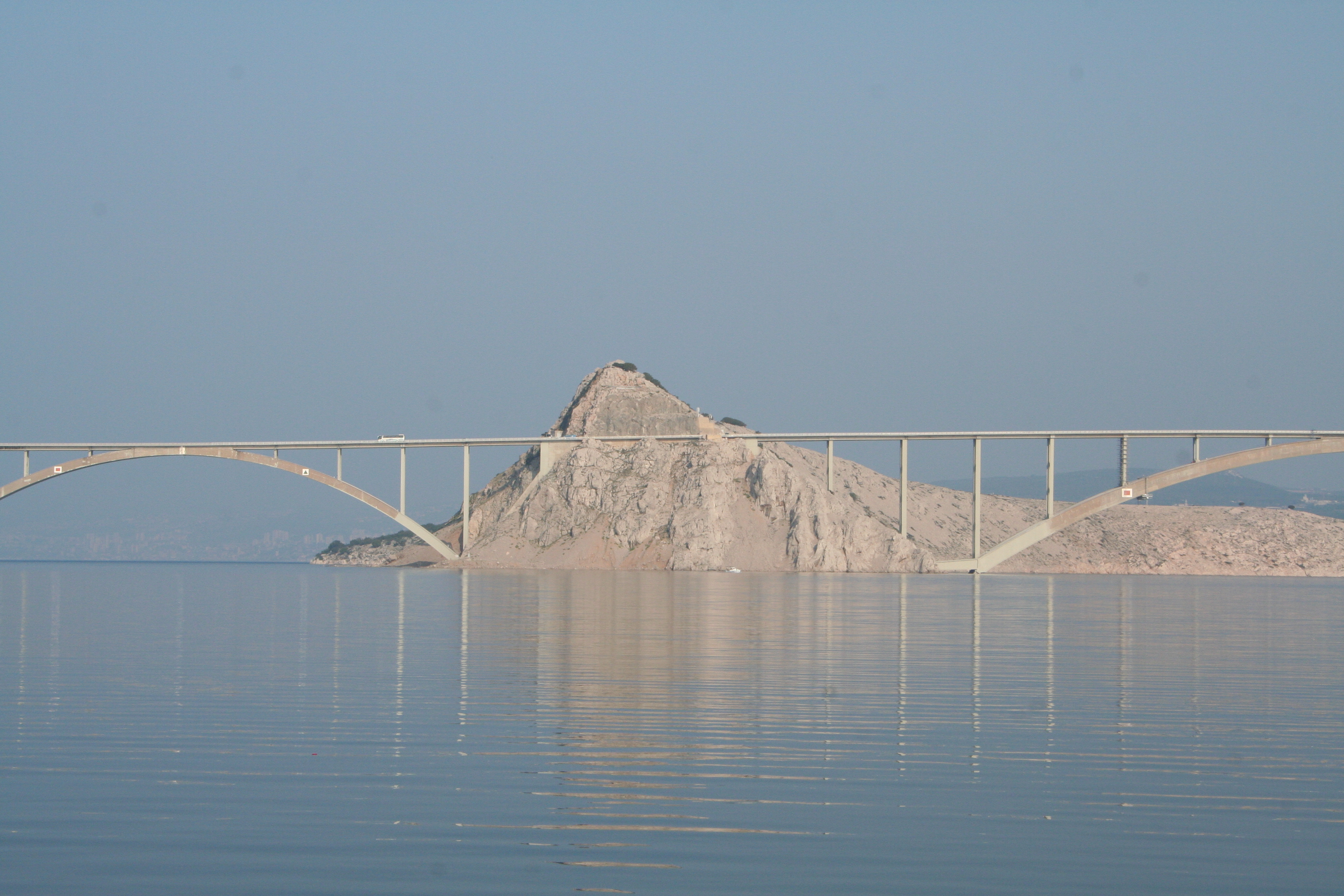
Část mostu vedoucí přes ostrov Sveti Marko

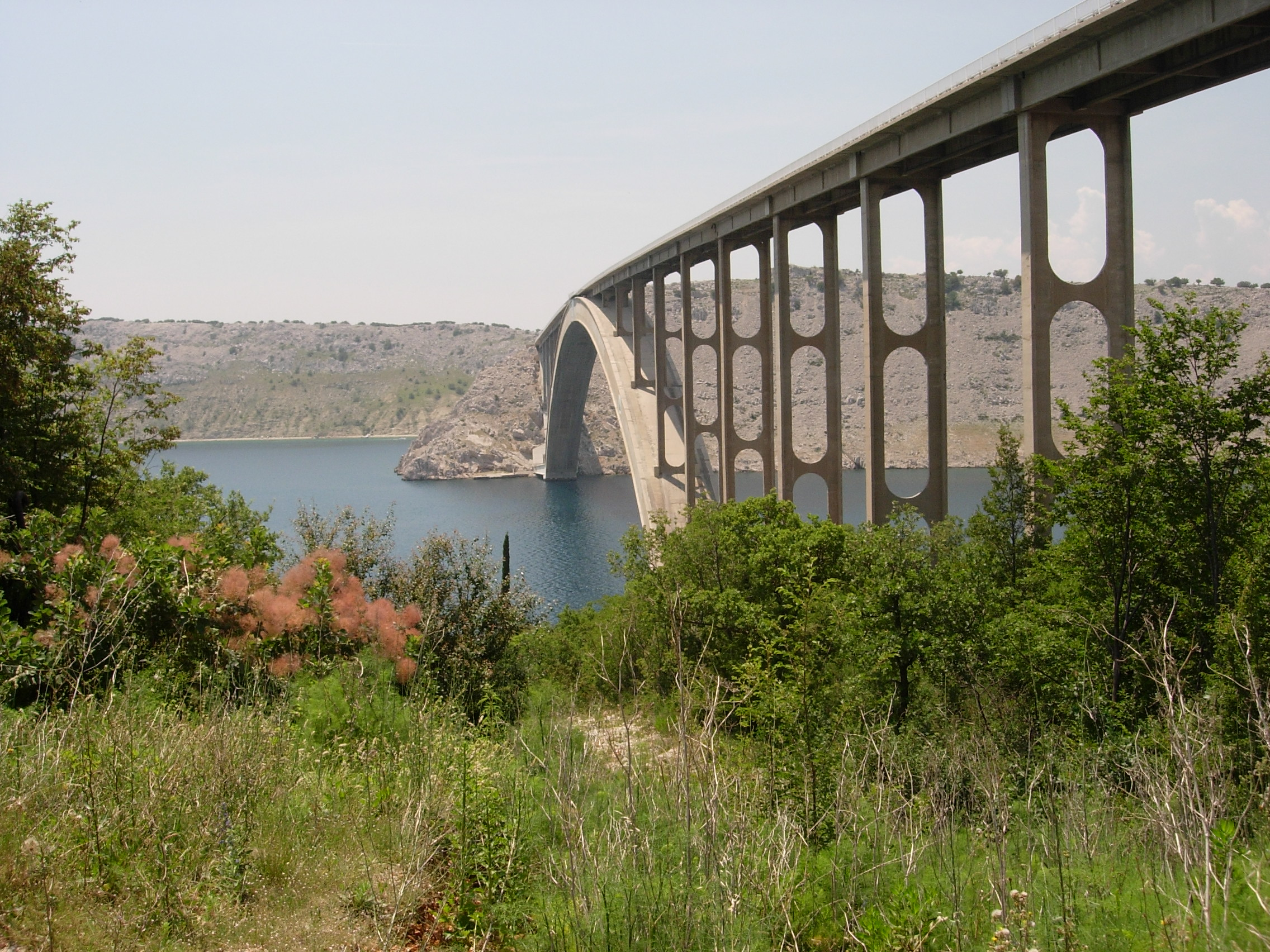
Pohled na pilířích mostu.

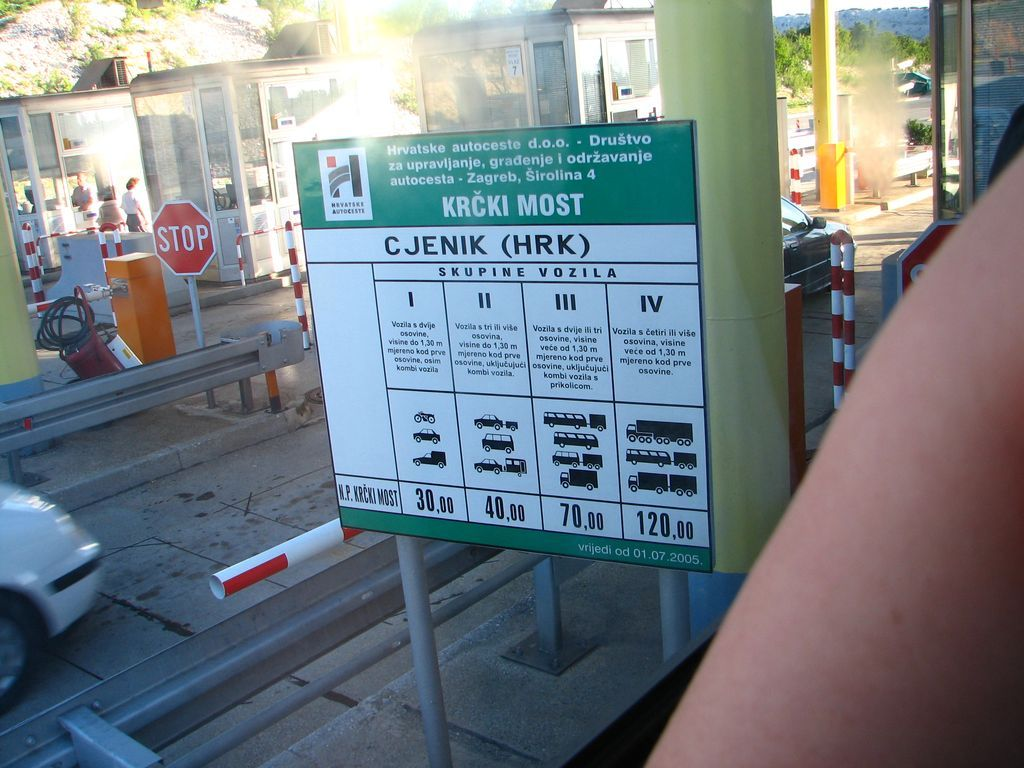
Mýtné v roce 2007.

Most Krk nebo Krcký most (chorvatsky Krčki most, původně Titův most, srbochorvatsky Titov most) je 1430 m dlouhý železobetonový obloukový most spojující chorvatský ostrov Krk s pevninou. Ročně přes něj projede přes milion automobilů. 

## Poloha
Most leží jihovýchodně od Rijeky v Kvarnerském zálivu v Jaderském moři. Je veden ve směru severovýchod – jihozápad z mysu Dubno (chorvatsky Rt Dubno) přes ostrůvek Sveti Marko (jeho nejjižnější výběžek) na ostrov Krk. Překonává zálivy Črišnjevo a Skot v Krckém průlivu. Leží v katastru obce (općiny) Kraljevica.

## Historie

### Nejstarší projekty
Ostrov Krk nebyl nikdy spojen historicky s pevninou, ačkoliv historický výklad jednoho z benátských textů připouštěl, že ve středověku zde existoval most. Naznačovala to skutečnost, že rod Frankopanů rozšiřoval postupně své majetky i na ostrovy dnešního chorvatského pobřeží Jadranu, jakož i zmínka v italštině v podobě et stringes (Veglia) cum la terra ferma in una ponta per distantia di mezo miglio, která ale neoznačovala most, nýbrž místo, kde se pevnina přibližovala k ostrovu. Středověká italština rozlišovala tato dvě podobná slova (punte pro mys a ponte pro most).
První konkrétní myšlenky o výstavbě mostu, který by spojoval ostrov Krk s pevninou se objevily po první světové válce. V souvislosti s ustanovením hranic podle tzv. Rapallské smlouvy nezískalo království Jugoslávie přístavní město Rijeka a klíčovým přístavem se tak stalo sousední předměstí (dnes městská část Rijeky) Sušak. Místní přístav pro potřeby jugoslávského loďstva nemohl dostačovat a objevovaly se myšlenky, jak ho rozšířit. Volba padala občas i na ostrov Krk, ten by bylo nicméně potřebné spojit s pevninou. Vídeňská firma Wagner-Büro navrhovala vznik ocelového mostu s několika pilíři ukotvenými na mořském dně. Vzhledem k obtížné hospodářské situaci meziválečné Jugoslávie ale projekt nebyl uskutečněn. Vypracována byla nicméně ideová podoba mostu, který měl stát v místě toho současného.

### Příprava mostu
Původní myšlenka byla nicméně oprášena po druhé světové válce. Po roce 1960 nechala radnice v Rijece (národní výbor) vypracovat několik studií, které navrhovaly vznik několika druhů mostů a některé předpokládaly i výstavbu tunelu mezi ostrovem a pevninou. Návrhy byly vyhotoveny v roce 1964. Věc byla svěřena společnosti Rijeka-Projekt a inženýrovi Franju Butkovićovi. Objevovaly se čas od času i projekty počítající s dvěma mosty, včetně kombinovaného se železniční tratí, mosty visuté apod. V roce 1975 bylo uskutečněno výběrové řízení, přestože se již předpokládala realizace jiného projektu a byly pro ní vybudovány příjezdové cesty. Nakonec bylo rozhodnuto vybudovat betonový obloukový most přes ostrov Sveti Marko. Mezi uchazeče na zhotovitele se ucházela i firma Vítkovice z ČSSR nicméně neobdržela na projekt půjčku a tak svůj návrh musela stáhnout.
Výsledný projekt byl navržen bělehradským inženýrem Ilijou Stojadinovićem ve spolupráci s Vukanem Njaguljem a Bojanem Možinou. Stavba byla realizována podniky Mostogradnja v Bělehradu a Hidroelektra v Záhřebu. Mezi neúspěšné uchazeče patřily společnosti Tehnogradnja z Mariboru a Konstruktor z Rijeky. Stavební povolení bylo vydáno dne 21. června 1976.

### Výstavba mostu
Práce na mostě začaly v červenci 1976 a most byl otevřen dne 19. července 1980. Oblouky byly vybudovány z prefabrikovaných částí a uspořádány do příhradové konstrukce. Použity byly různé druhy betonu různých pevnostních tříd, unikátně kvalitní na svoji dobu. Výstavba probíhala z obou stran a most byl nakonec spojen uprostřed. Stavební práce probíhaly kratší dobu, než je tomu v případě obdobných mostů stejné konstrukce a bylo tomu v dané době. Technologie výstavby totiž nevyžadovala vznik složitého lešení, kde u takto velkých mostů se mnohdy jednalo o konstrukci stejně složitou, jakou je stavba samotná. Projekt přitáhl pozornost z celého světa.

### Dokončený most
Do provozu byl dán v červenci 1980 s původním názvem Titův most na počest jugoslávského prezidenta Josipa Broze Tita, který zemřel o dva měsíce dříve. Most se stal největším obloukovým mostem ve své době na světě, neboť Most Gladesville v Sydney tento oblouk překonal o 85 metrů. Na mostě bylo po slavnostním otevření vybíráno mýtné, které mělo uhradit náklady na jeho výstavbu. Náklady stavebních prací byly splaceny v roce 1990, nicméně mýtné bylo vybíráno i nadále. Ve své době byl jediným mostem na území nejprve SR Chorvatsko a později samostatného Chorvatska, kde se mýtné vybíralo. Hlavní inženýr mostu Stojadinović zemřel nedlouho po jeho dokončení a stavba se považuje za jeho největší životní dílo.
Most nedlouho po svém dokončení přetrpěl značná poškození v místech, kde přiléhá k pevnině. Geodetická měření v roce 1990 nicméně neodhalila žádnou deformaci konstrukce stavby. Identifikována byla místa, která jsou nejvíce vystavena korozi a destrukci. Každé dva roky se v 80. letech 20. století konaly podvodní průzkumy základů mostu, zdali tyto nejsou příliš poničeny. Byly vypracovány plány pravidelné i nepravidelné (mimořádné) udržby stavby. Kompletní analýza stavu mostu byla uskutečněna v roce 1985. Na údržbu speciálních částí mostu muselo být vyrobené a vyvinuté speciální lešení, které bylo využíváno po roce 1990.
Název po Josipu Brozu Titovi byl změněn na současný během odtržení Chorvatska od Jugoslávie.
Za prvních 20 let provozu mostu přes něj projelo 27,2 milionu vozidel. Most také ekonomicky pomohl rozvoji ostrova Krku; zvýšil se počet obyvatel a došlo k rozvoji turistiky, a to jak v podobě příjezdu zahraničních návštěvníků, tak i vzniku chat pro obyvatele Chorvatska.
V roce 1999 bylo pro obyvatele Krku zrušeno vybírané mýtné, pro ostatní návštěvníky ostrova nicméně zůstávalo v platnosti.
Do podzimu 2007 byl ve správě státní firmy Hrvatske autoceste (obdoba Ředitelství silnice a dálnic) a od té doby je v koncesi další státní společnosti, a to Autocesta Rijeka-Zagreb.
Na mostě se platilo mýtné, to bylo zrušeno dne 15. června 2020. V roce 2020 se za průjezd přes most platilo 35 až 138 HRK. Zrušení mýtného se uskutečnilo na slavnostni oslavě a bylo vyvrcholením dlouhodobého úsilí místní politické reprezentace. Mýtná brána, která se nacházela pouze na severní straně (tj. směrem k pevnině) nicméně zůstala zachována. 

### Koroze mostu a myšlenka jeho nahrazení nebo doplnění
Podle provedených studií nicméně bouře a silný vítr ohrožují most, stejně jako sůl, která vniká do betonu a ohrožuje železnou konstrukci uvnitř. Beton se následně rozpadá. Situaci nezlepšuje ani v minulosti neadekvátně prováděná údržba mostu a časté opravy stavby. Analýza stavu mostu byla prováděna v souvislosti s pádem Morandiho mostu v Janově, který byl rovněž železobetonový. Dle vyjádření odborníků nicméně stav poškození stavby není takový, aby došlo k jeho ohrožení. Most je v dobrém stavu. Betonová stěna mostu je chráněna před povětrnostními vlivy polymero-cementovým nátěrem s akrylovou polyuretanovou vrstvou. Nátěr byl realizován v 2. dekádě 21. století.
V souvislosti s rozšířením přístavního terminálu na ostrově Krk bude nejspíše nezbytné doplnit současný most o další, který by ostrov Krk spojil s pevninou. Současný by potom byl uzavřen. Předpokládá se, že nový most by vznikl na místě 1800 metrů jižněji, kde poloostrov Lanterna se k chorvatské pevnině přibližuje na zhruba 600 metrů. Nový most by měl čtyři jízdní pruhy a byl by přímo napojen na dálnici A7. Zamýšlené je rovněž, že by most měl smíšené využití, tedy že by na něm byla i železniční trať, která by vedla k přístavu přes ostrov Krk. Studie proveditelnosti nového mostu má být dokončena v roce 2027. Předpokládáno je dokončení stavby okolo roku 2030.

## Konstrukce
Most je tvořen dvěma oblouky a jedním pylonem, umístěným na ostrůvku Sveti Marko. První, větší oblouk (technický název Krk-1, vede mezi pevninou a ostrůvkem Sveti Marko) začíná poblíž města Kraljevica a překonává Tihi kanal. Jeho rozpětí je 390 m, výška nad hladinou moře je 60 m. Rozpětí oblouku včetně ponořené části je 416 m a do roku 1997 to bylo největší rozpětí betonového mostního oblouku na světě. Most má šířku 11,4 metrů, z toho vozovka je široká 7,4 metry, chodníky jsou po obou stranách mostu. Oblouk je spojen s vozovkou betonovými pilíři, kterých je celkem 31. Podle seismických měření jsou tyto pilíře nejslabší částí konstrukce celého mostu.
V roce 1997 byl v Číně postaven most Wanxian přes řeku Jang-c’-ťiang, u kterého je oblouk o 4 m větší. Druhý, menší oblouk (technický název Krk-II vede mezi ostrůvkem Sveti Marko a ostrovem Krk) překonává Burni kanal. Jeho rozpětí je 244 m, výška nad hladinou moře je 55 m. 
Délka mostu je 1309 m, s příjezdovými komunikacemi 1430 m. Na stavbu bylo použito 25 000 m³ betonu a 4 500 tun betonářské výztuže. Na výstavbě se podílelo asi 350 pracovníků. Most je součástí státní silnice D102. 
Tělesem mostu jsou vedeny elektrické a telefonní kabely, vodovod a ropovod.

## Provoz
Most spojuje 19 200 obyvatel ostrova a jeho turistická letoviska s tzv. Jadranskou magistrálou (silnice D8) podél chorvatského pobřeží a dálnicí A7 vedoucí do Rijeky. Je také spojnicí mezi městem Rijeka a mezinárodním letištěm Rijeka, které je na severním konci ostrova Krk. Za prvních 20 let provozu projelo přes most více než 27,2 milionů automobilů, v letech 2000–2010 už to bylo 33 milionů. Ročně přes něj přejede přes milion automobilů. V sezoně je to denně 28 tisíc. 
Z důvodu silných severních větrů bóra bývá most někdy dočasně uzavřen. Uzavírka je odstupňována podle kategorie vozidel; rozdílná omezení platí pro automobily s přívěsy, patrové autobusy nebo motocykly. V období deseti let mezi lety 2010 až 2020 byl celkem uzavřen 80 hodin pro všechna motorová vozidla a nějaké omezení platilo po dobu celkem 3,6 tisíce hodin provozu mostu. Konstrukce má odolat větrům o rychlosti až 142 km/h. Vítr o rychlosti 220 km/h zde byl naměřen dne 17. ledna 1987. 